# Taggia
Taggia ist eine italienische Gemeinde (comune) mit 13.729 Einwohnern (Stand 31. Dezember 2023) in der Provinz Imperia, Region Ligurien.

## Geografie
Die Kleinstadt liegt ungefähr drei Kilometer von Arma di Taggia, einem Badeort am Meer mit breitem Sandstrand und belebter Promenade sowie etwa fünf Kilometer von Sanremo entfernt, einem Kurort an der Riviera di Ponente. Taggia ist über ein gut ausgebautes Straßennetz, jenseits des Flusses Argentina, erreichbar. Der Bahnhof Taggia-Arma an der Bahnstrecke Genua–Ventimiglia liegt seit 2001 nördlich des Zentrums, vor der Neutrassierung der Strecke lag er zentral und küstennah.

## Sehenswürdigkeiten
Taggia besitzt zahlreiche Paläste und Kunstwerken. Das war auch ein wesentlicher Grund, weshalb sie sarazenische Piraten anlockte, die die ligurische Küste verunsicherten. Um den mittelalterlichen Ort besser verteidigen zu können, wurde daher im 16. Jahrhundert rund um die Stadt eine Ringmauer angelegt. Trotz der mächtigen Mauer wurden einige Quartiere von den Sarazenen in Brand gesteckt. Dennoch überstanden die alten Wohnhäuser und Kirchen die Plünderungen.
Der antike, römische Ursprung ist im mittelalterlichen Stadtbild Taggias mit engen, gepflasterten Straßen, Bögen, Monumenten und Steinportalen zu sehen. Die Bauten gruppieren sich um die Burg herum, dessen zwei Türme erhalten geblieben sind. Das im Jahre 1490 fertiggestellte imposante Dominikanerkloster besitzt einen sehenswerten gotischen Kreuzgang und beherbergt außerdem die große Bildergalerie von Ponente Ligure. Hier finden sich Gemälde und Fresken bekannter Künstler, darunter Werke von Ludovico Brea und Perino del Vaga.
In der Altstadt befinden sich prächtige Tore aus behauenem schwarzen Stein, daneben die Wappen der Patrizierfamilien und die alte Tabelle mit den Maßen der Republik Genua. Hier sind antike Winkel, Geschäfte und Kellereien zu sehen, in denen die Rebsorte Vermentino angeboten wird. Im Februar feiern die Einwohner in der Altstadt einen Umzug in historischen Kostümen, bei dem ein großes Feuerwerk entzündet wird. Weitere Sehenswürdigkeiten Taggias sind der im 17. Jahrhundert errichtete Palazzo Lercari und die Barockfassade der Kirche der Heiligen Giacomo e Filippo mit einer Statue der „Wunderbaren Gottesmutter“, die angeblich bei zwei Gelegenheiten die Augen bewegt haben soll.

## Kulinarische Spezialität
Die Spezialität der Stadt sind die Oliven „nach Taggia-Art“ („Taggiasca“). Letztere sind im 12. Jahrhundert von Benediktinermönchen eingeführt wurden.
Es handelt sich hierbei um die Sorte, die in Frankreich Niçois genannt wird. Es sind besonders kleine Oliven, die in halbreifem Zustand, wenn sie rot sind, geerntet werden. Ihr Geschmack ist deutlich weniger bitter als bei anderen Sorten.

## Bilder

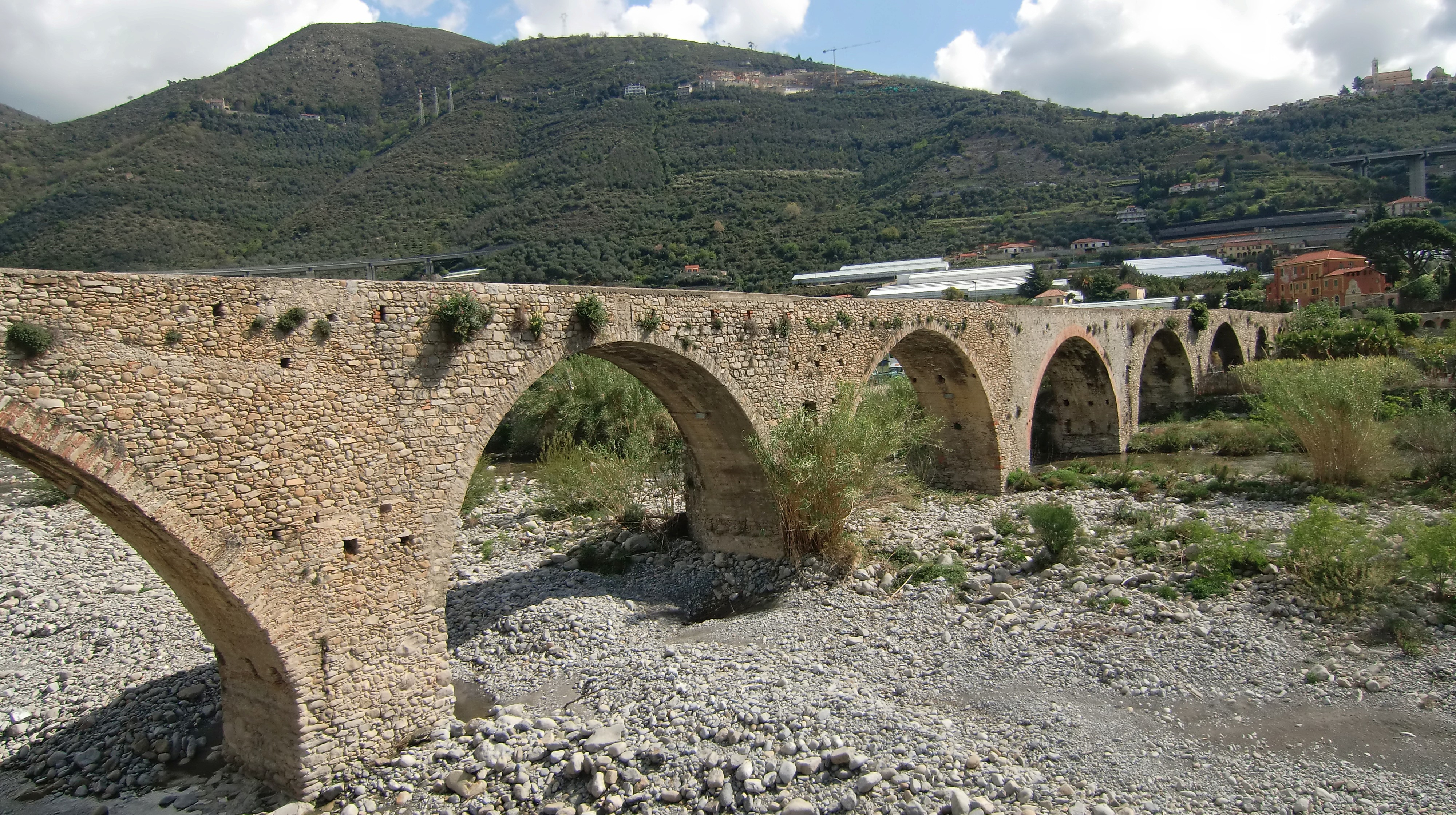
Romanische Brücke
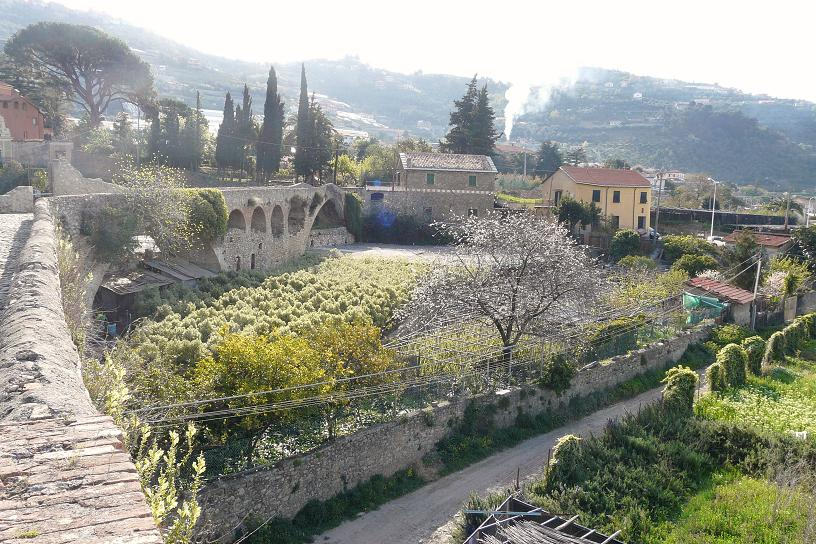
Romanische Brücke
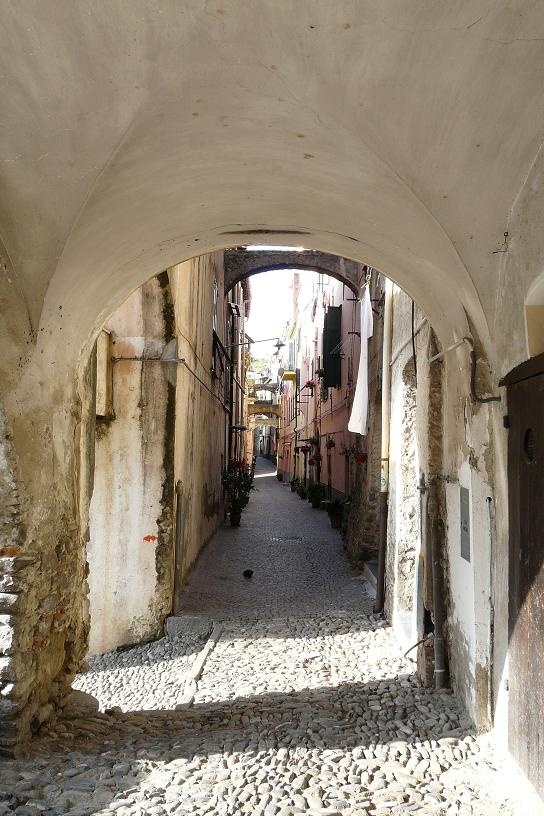
Die Altstadt von Taggia
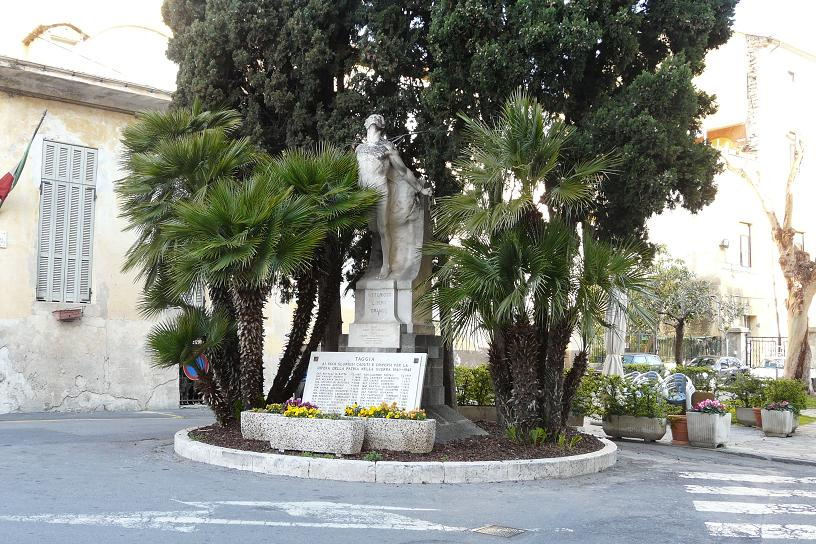
Kriegerdenkmal in Taggia
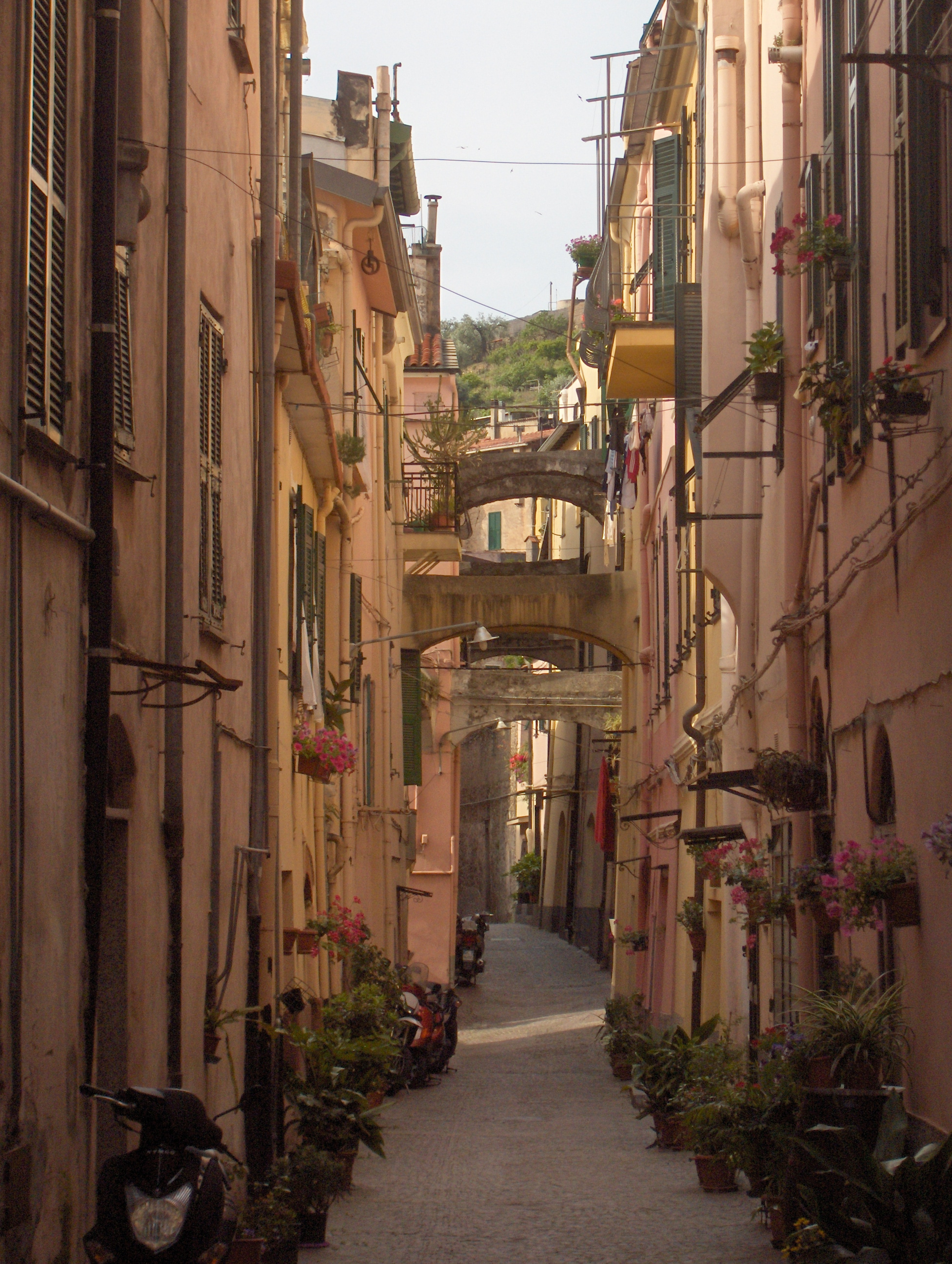
Straße in Taggia

## Persönlichkeiten
- Girolamo Gastaldi (1616–1685), Geistlicher
- Niccolò Maria Lercari (1675–1757), Geistlicher
- Pasquale Anfossi (1727–1797), Komponist
- Federico Costanzo Spinola (1830–1909), Diplomat und Politiker im Königreich Italien
- Carmine Gallone (1886–1973), Filmregisseur
- Fabio Fognini (* 1987), Tennisspieler